# Chasmias
Chasmias is een geslacht van insecten uit de orde vliesvleugeligen (Hymenoptera) en de familie Ichneumonidae.

## Soorten
- C. fuscus Uchida, 1926
- C. lugens (Gravenhorst, 1829)
- C. major (Uchida, 1926)
- C. masanderanicus (Heinrich, 1929)
- C. motatorius (Fabricius, 1775)
- C. paludator (Desvignes, 1854)
- C. scelestus (Cresson, 1864)